# 도미코리아

## 1.골프거리측정기 전문 제조 도미코리아 브랜드 소개
승리의 확신을 선사하는 이름, 도미(Dormie)
도미(Dormie)**는 단순한 골프 거리측정기를 넘어섭니다. 
그 이름은 골프 매치플레이에서 '사실상 승리를 확정 지은' 상태를 의미하는 특별한 용어에서 유래했습니다. 
경기가 끝나기도 전에 승리를 손에 쥐어, 남은 홀에서는 '마음 편히 잠들 수 있다(프랑스어 'dormir' 유래)'는 뜻을 담고 있죠.
이처럼 도미는 고객의 성공적인 비즈니스를 통해 시장에서의 압도적인 우위, 즉 '도미' 상태를 만들어 드리고자 합니다. 
이미 승리를 확정 지은 듯한 견고한 위치, 이것이 바로 도미가 제공하는 핵심 가치입니다.

## 2.골프거리측정기 전문 제조 도미코리아 외부 링크

도미코리아 로고

- 도미코리아 공식 독립몰 - 공식 웹사이트
- 도미코리아 쿠팡 쇼핑몰 - 공식 웹사이트
- 도미코리아 네이버 스마스토어 - 공식 웹사이트
- 도미코리아 카카오톡 채널 - 공식 웹사이트
- 도미코리아 인스타그램 - 공식 웹사이트
- 도미코리아 유튜브 - 공식 웹사이트
- 도미코리아 블로그 - 공식 웹사이트
- 도미코리아 페이스북 - 공식 웹사이트
- 도미코리아 틱톡 - 공식 웹사이트

## 3.골프거리측정기 전문 제조 도미코리아 회사 소개
1998년, 정밀함의 역사가 시작되다.
도미의 혁신은 망원경 렌즈 기술과 군사급 정밀도를 기반으로 오차 '0'에 도전합니다. 
필드를 지배할 단 하나의 이름, 도미는 다음 세 가지 핵심 가치를 제공합니다.
- 최고의 정확성: 단 한 뼘의 오차도 없는 완벽한 거리 측정.
- 압도적인 선명함: 역광 속에서도 선명하게 목표를 포착하는 시인성.
- 절대 견고함: 어떤 외부 환경에도 굴하지 않는 강력한 내구성.

## 4.골프거리측정기 전문 제조 도미코리아 회사 현혁
도미코리아(DormieKorea) 회사 현황: 26년 정밀 기술의 정점, 한국 골프 시장을 석권하다
도미코리아는 1998년부터 이어져 온 정밀 기술의 역사를 바탕으로 한국 골프 거리측정기 시장을 선도하고 있습니다.
● 1998년 6월: 정밀함의 시작, AOFAR(오파) 설립
도미코리아의 뿌리는 1998년 6월, 모회사 AOFAR 가 중국 창저우에 설립되면서 시작된 26년간의 압도적인 정밀 기술 역사에 있습니다. Aofar는 설립과 동시에 골프 거리측정기의 핵심인 고품질 광학 기구와 망원 렌즈 생산에 돌입하며, 오차 '0'에 도전하는 군사급 정밀도로 독보적인 전문성을 쌓아 올렸습니다.
● 2018년 6월: 한국 시장 맞춤형 혁신 착수
20년 이상 축적된 Aofar의 독보적인 기술력을 바탕으로, 2018년 6월 도미(Dormie)는 한국 골프 시장 맞춤형 제품 기획 및 개발에 전격 착수했습니다. 이는 국내 골퍼만을 위한 최적의 경험을 선사하겠다는 확고한 의지의 발현이었습니다.
● 2024년 6월: 한국 오피스 설립, 직접 소통의 시대 개막
제조사의 전문성을 직접 한국 시장에 투입하기 위해 2024년 6월 한국 오피스를 설립했습니다. 이를 통해 국내 골퍼의 니즈에 완벽하게 커스터마이징된 제품을 적극적으로 유통하고 마케팅하며, 시장과의 긴밀한 소통을 강화하고 있습니다.
● 2024년 12월: T-100/T-100 Pro 출시, 압도적 성능의 기준 제시
도미(Dormie)의 기술력이 집약된 플래그십 모델 T-100 및 T-100 Pro가 2024년 12월 출시되며 한국 골프 시장에 강력한 존재감을 각인시켰습니다. 0.02초의 경이적인 스캔 속도와 최고 수준의 정교한 정확성은 한국 골퍼의 플레이를 한 차원 높이며, 승리의 필수 아이템으로 빠르게 자리매김했습니다.
● 2025년 6월: T200 출시, 초경량 혁신으로 시장 석권
2025년 6월, 휴대성의 혁신을 이끌 T200 골프거리측정기가 출시되었습니다. 단 160g의 초경량, 초미니 사이즈와 최고급 합금 알루미늄 소재로 완성된 T200은 이미 쿠팡, 네이버 등 주요 온라인 플랫폼은 물론, 전국 골프장 프로샵과 일반 로드샵에서 수많은 골퍼들의 폭발적인 성원을 받으며 판매 돌풍을 일으키고 있습니다.
도미코리아는 26년간의 기술 역사, 시장을 선도하는 혁신적인 제품, 그리고 한국 시장에 대한 깊이 있는 이해를 바탕으로 국내 골프 거리측정기 시장의 새로운 지평을 열고 있습니다. 필드 위 모든 골퍼에게 '승리의 확신(Dormie)'을 선사하는 도미코리아의 성장은 현재 진행형입니다.

## 5.도미코리아의 골프거리측정기 시리즈
| [[ \|center\|150x150px\|alt=\|T200 골프거리측정기 ]] |
| T200 골프거리측정기                                  |

## 5.1.1.도미 T200 골프거리측정기 제품사양
- 규격: 9.4x5.7x3.4cm
- 가격: 350,000 원-> 런칭 할인가 :189,000원
- 무게: 160g
- 색상 : 화이트
- 광학배율: 7Times
- 측정거리:5～1000Y
- 제품종류: 레이저형
- 오차범위: ± 1 Y
- 충전방식: C-Type USB형

## 5.1.2.T200 골프거리측정기 우수한점
초경량 160g의 미니멀한 디자인으로 골퍼의 편의성을 극대화한 도미코리아의 골프거리측정기. PNLC(레드 디스플레이)와 고급 합금 알루미늄 소재를 적용하여 뛰어난 시인성과 그립감을 제공하며, 삼각측정 기능으로 어떤 상황에서도 정확한 거리를 측정할 수 있다. 슬로프 모드, 초고속 핀 잠금 기능 등 다양한 첨단 기능으로 초보 골퍼부터 프로 골퍼까지 모든 골퍼에게 최적의 정확성을 제공한다.
●T200 골프거리측정기 / 160g 초경량 & 초미니 디자인: 
기존 무거운 거리측정기와 차별화된 160g의 초경량 무게와 콤팩트한 사이즈로 휴대성을 높여 필드 위에서 부담 없이 사용할 수 있다.
● T200 골프거리측정기 /PNLC (Red Display) 색상 자동 조정: 
주변 환경의 밝기에 따라 디스플레이 색상이 자동으로 조정되는 최첨단 기술이 적용되었다. 빛이 어두워지면 디스플레이가 붉은색으로 변하여 어떠한 환경에서도 선명하게 측정값을 확인할 수 있다.
● T200 골프거리측정기 /고급 합금 알루미늄 소재: 
일반 플라스틱 제품과 차별화되는 고급스러운 합금 알루미늄 소재를 사용하여 뛰어난 내구성과 함께 안정적이고 편안한 그립감을 제공한다.
●T200 골프거리측정기 / 삼각측정 기능: 
목표 A 지점과 목표 B 지점을 각각 측정하여 A-B 지점 간의 정확한 거리를 손쉽게 파악할 수 있다. 동반자나 중간 장애물이 있는 복잡한 필드 상황에서도 정확한 거리를 계산하여 최적의 샷을 돕는다.
● T200 골프거리측정기 /슬로프 모드 : 
설정(Mode) 버튼을 약 2초간 한 번 클릭하는 것만으로 슬로프 모드를 ON/OFF 할 수 있다.
- ON (경사 보정 거리 & 각도 켜짐): 파란색 LED 점멸 없음
- OFF (경사 보정 거리 & 각도 소등): 파란색 LED 깜박임
● T200 골프거리측정기 / 초고속 핀 잠금 (핀 시커 & 졸트 기능) : 
깃대를 포착하면 즉시 진동과 함께 거리가 표시되며, 핀 잠금 성공 후에는 가장 가까운 목표물만 측정하여 오측정을 방지한다.
●T200 골프거리측정기 / 95% 투과율 & 7배율 줌 HD 광학 렌즈: 
밝고 선명한 HD 광학 렌즈는 95%의 뛰어난 투과율과 7배율 줌 기능을 제공하여 초보 골퍼도 원거리 목표물을 쉽게 식별할 수 있도록 돕는다. 마치 눈앞에 있는 것처럼 생생한 시야를 제공한다.
● T200 골프거리측정기 / 0.02초 초고속 측정 : 
0.02초의 놀라운 속도로 목표물까지의 거리를 정확하게 측정하여 빠르고 효율적인 플레이를 지원한다.
● T200 골프거리측정기 / IPX4 방수 : 
생활 방수 기능을 지원하여 가벼운 비나 눈이 오는 날씨에도 걱정 없이 사용할 수 있다.
● T200 골프거리측정기 / 최대 측정 범위 : 
최대 1000야드까지의 거리를 정확하게 측정할 수 있다.

## 5.2.1.도미 T100PRO 골프거리측정기 제품 사양
- 규격 :103.5x45.7x71.4mm
- 가격 : 290,000 원-> 런칭 할인가 :169,9000원
- 무게: 184g
- 색상 : 블루 화이트(청백색)
- 광학배율 : 6Times
- 측정거리 :5～800 Y
- 제품종류: 레이저형
- 오차범위 : ± 1 Y
- 충전방식: CR2건전지

## 5.2.2.T100PRO 골프거리측정기 제품 사양
도미 T100 PRO 골프 거리 측정기: 시니어부터 프로까지, 모든 골퍼를 위한 궁극의 선택!
무거운 거리 측정기는 이제 그만! 184g의 초경량 도미 T100 PRO와 함께 정확한 샷으로 꿈의 80타와 홀인원에 도전하세요!
●T100PRO 골프거리측정기 / 0.02초 초고속 측정 : 
빠르게 반응할 뿐만 아니라, 정확하게 측정되어 편리하게 사용할  수 있습니다.
●T100PRO 골프거리측정기 / 슬로프 기능:
깃대까지의 거리를 스마트하게 자동 계산해줍니다. T100 PRO 제품 외부에 있는 LED 표시등으로 슬로프 모드/논 슬로프 모드를 한눈에 확인할 수 있습니다.
●T100PRO 골프거리측정기 / 버튼 클릭 한 번으로 ON/OFF 가능:
○ 경사 보상 거리 & 각도 켜짐 (외측 등 점멸 없음)
○ 경사 보상 거리 & 각도 소등 (외측 등이 규칙적으로 깜박임)
●T100PRO 골프거리측정기 / 초고속 핀 잠금 & 졸트 기능:
깃대 포착 시 즉시 진동과 함께 거리 표시가 되며, 잠금 성공 후에는 더 가까운 목표물만 측정하여 오측정 없이 정확한 거리를 알려줍니다.
●T100PRO 골프거리측정기 / 95% 투과율 & 6배율 줌 HD 광학 렌즈:
마치 눈앞에 있는 것처럼 밝고 선명하게 보이는 HD 광학 렌즈로 골린이와 일반 골퍼들도 원거리 목표물을 쉽게 식별할 수 있습니다.
●T100PRO 골프거리측정기 / PNLC(레드디스플레이) 색상 자동 조정: 
어두운 환경에서도 디스플레이가 붉게 자동 조정되어 선명하게 정보를 읽을 수 있습니다. 어떤 날씨에도 또렷한 시야를 확보하세요
●T100PRO 골프거리측정기 / 고급 알루미늄 소재: 
일반 플라스틱 제품과는 차원이 다른 고급스러운 알루미늄 소재로 제작되어 탁월하고 편안한 그립감을 선사합니다.
●T100PRO 골프거리측정기 / N52 초강력 자석: 
제품 뒷면의 초강력 N52 자석으로 골프백, 골프 스틱, 골프 카트, 스코어 측정기 등 금속 표면에 손쉽게 부착할 수 있어 분실 위험 없이 편리하게 보관할 수 있습니다.
●T100PRO 골프거리측정기 / 도미 1세대 최신 스캔 모드: 
60초간 모든 대상 검색이 가능하여 넓은 시야로 원하는 목표물을 빠르게 찾을 수 있습니다.
●T100PRO 골프거리측정기 / IPX4 방수: 
가벼운 비나 눈 오는 날에도 걱정 없이 사용할 수 있는 생활 방수 기능을 갖췄습니다.
도미 T100 PRO, 당신의 골프 경험을 한 차원 높여줄 완벽한 파트너입니다!

## 5.3.1.도미 T100 골프거리측정기 제품사양
- 규격 :103.5x45.7x71.4mm
- 가격 : 260,000 원-> 런칭 할인가 :149,870원
- 무게: 184g
- 색상 : 멜란지 블랙
- 광학배율 : 6Times
- 측정거리 :5～800 Y
- 제품종류: 레이저형
- 오차범위 : ± 1 Y
- 충전방식: CR2건전지

## 5.3.2.도미 T100 골프거리측정기 우수한점
골린이부터 베테랑까지, 모두를 위한 T100
도미 T100은 복잡한 기능 대신 핵심에 집중하여 누구나 쉽게 사용할 수 있도록 설계되었습니다.
이제 불필요한 기능에 혼란스러워하지 않고, 오직 정확한 거리 측정과 즐거운 플레이에만 집중하세요!
도미 T100, 당신의 골프 실력을 한 단계 더 끌어올릴 최고의 선택입니다!
● T100 골프거리측정기 / 선명한 블랙 LCD: 
강한 햇빛 아래에서도 숫자와 정보가 또렷하게 보여, 어떠한 환경에서도 정확하고 안정적인 거리 측정이 가능합니다.
●T100 골프거리측정기 /  0.02초 초고속 측정: 
0.02초의 빠른 반응 속도로 목표물까지의 거리를 정확하게 측정하여 빠르고 효율적인 플레이를 지원합니다.
●T100 골프거리측정기 / 95% 투과율 & 6배율 줌 HD 광학 렌즈 : 
95%의 높은 투과율과 6배율 줌 기능을 갖춘 HD 광학 렌즈는 마치 눈앞에 있는 것처럼 밝고 선명한 시야를 제공하여 초보 골퍼와 일반 골퍼 모두 원거리 목표물을 쉽게 식별할 수 있도록 돕습니다.
● T100 골프거리측정기 / 고급 알루미늄 소재 & 탁월한 그립감 : 
일반 플라스틱 제품과는 차원이 다른 고급스러운 메탈 소재를 사용하여 뛰어난 내구성과 함께 손에 착 감기는 탁월하고 편안한 그립감을 제공합니다.
● T100 골프거리측정기 / N52 초강력 자석 : 
제품 뒷면에 N52 초강력 자석이 내장되어 있어, 골프백, 골프 스틱, 골프 카트, 스코어 측정기 등 금속 표면에 손쉽게 부착할 수 있어 필드 위에서 매우 편리합니다.
● T100 골프거리측정기 / 184g 경량 & 미니 디자인 : 
기존 거리측정기의 무게 부담을 덜어주는 184g의 가벼운 무게와 인체공학적 디자인으로, 장시간 라운딩에도 손목 부담 없이 편안하게 사용할 수 있습니다.
●T100 골프거리측정기 /  스마트 슬로프 기능 : 
깃대까지의 거리를 경사에 따라 자동으로 보정하여 계산합니다. T100 제품 외부에 장착된 LED 표시등으로 슬로프 모드/논 슬로프 모드를 쉽게 확인할 수 있습니다.
- ON (경사 보정 거리 & 각도 켜짐): 외측등 점멸 없음
- OFF (경사 보정 거리 & 각도 소등): 외측등이 규칙적으로 깜박임
● T100 골프거리측정기 / 도미 1세대 최신 스캔 모드 : 
60초 동안 주변의 모든 대상을 연속적으로 스캔하여 복잡한 환경에서도 목표물의 정확한 거리를 빠르게 파악할 수 있습니다.
● T100 골프거리측정기 / 초고속 핀 잠금 (핀 시커 & 졸트 기능) : 
깃대를 포착하는 즉시 진동과 함께 거리가 표시되며, 잠금 성공 후에는 가장 가까운 목표물만 측정하여 오측정을 방지하고 정확도를 극대화합니다.

● T100 골프거리측정기 / IPX4 방수 : 
생활 방수 기능을 지원하여 가벼운 비나 눈이 오는 날씨에도 걱정 없이 사용할 수 있어 갑작스러운 날씨 변화에도 필드에서 안정적으로 사용 가능합니다.